# Turcja na Zimowych Igrzyskach Olimpijskich 1948
Turcję na Zimowych Igrzyskach Olimpijskich 1948 reprezentowało 4 zawodników. Był to drugi start Turcji na zimowych igrzyskach olimpijskich.

## Reprezentanci

### Narciarstwo alpejskie

#### Mężczyźni
| Zawodnik          | Konkurencja | 1. przejazd | 1. przejazd | 2. przejazd | 2. przejazd | Suma czasów      | Pozycja          | Źródło |
| Zawodnik          | Konkurencja | Czas        | Pozycja     | Czas        | Pozycja     | Suma czasów      | Pozycja          | Źródło |
| ----------------- | ----------- | ----------- | ----------- | ----------- | ----------- | ---------------- | ---------------- | ------ |
| Raşit Tolun       | Zjazd       | 4:12.1      | 87.         | —           | —           | 4:12.1           | 87.              | [ 1 ]  |
| Dursun Bozkurt    | Zjazd       | 4:37.3      | 94.         | —           | —           | 4:37.3           | 94.              | [ 1 ]  |
| Osman Yüce        | Zjazd       | 4:49.2      | 97.         | —           | —           | 4:49.2           | 97.              | [ 1 ]  |
| Muzaffer Demirhan | Zjazd       | DSQ         | DSQ         | —           | —           | Nieklasyfikowany | Nieklasyfikowany | [ 1 ]  |
| Raşit Tolun       | Slalom      | 2:04.8      | 58.         | 1:37.2      | 57.         | 3:42.0           | 58.              | [ 2 ]  |
| Osman Yüce        | Slalom      | 2:21.2      | 61.         | 1:47.4      | 62.         | 4:08.6           | 60.              | [ 2 ]  |
| Dursun Bozkurt    | Slalom      | 2:18.2      | 63.         | 1:53.0      | 63.         | 4:11.2           | 62.              | [ 2 ]  |
| Muzaffer Demirhan | Slalom      | 2:25.5      | 64.         | 2:00.2      | 64.         | 4:25.7           | 64.              | [ 2 ]  |

| Zawodnik       | Konkurencja | Zjazd  | Zjazd     | Slalom      | Slalom      | Slalom         | Slalom | Suma punktów     | Pozycja          | Źródło |
| Zawodnik       | Konkurencja | Zjazd  | Zjazd     | Czas        | Czas        | Czas całkowity | Punkty | Suma punktów     | Pozycja          | Źródło |
| Zawodnik       | Konkurencja | Czas   | Punkty    | 1. przejazd | 2. przejazd | Czas całkowity | Punkty | Suma punktów     | Pozycja          | Źródło |
| -------------- | ----------- | ------ | --------- | ----------- | ----------- | -------------- | ------ | ---------------- | ---------------- | ------ |
| Dursun Bozkurt | Kombinacja  | 4:37.3 | 61,79 pkt | DNS         | DNS         | DNS            | DNS    | Nieklasyfikowany | Nieklasyfikowany | [ 3 ]  |
| Osman Yüce     | Kombinacja  | 4:49.2 | 63 pkt    | DNS         | DNS         | DNS            | DNS    | Nieklasyfikowany | Nieklasyfikowany | [ 3 ]  |